# Bitypreço
A Bitypreço é uma corretora (exchange) brasileira, sendo a primeira do país a operar como um marketplace de Bitcoin e outras criptomoedas, especializada no serviço de compra e venda de criptomoedas através de uma plataforma web e aplicativo móvel. Como um marketplace, está conectada as principais corretoras cripto do país. Foi fundada em 2018 como BitPreço e, em novembro de 2022, passou a adotar o nome atual.

## História
A empresa foi fundada em 2018 com o nome de bitPreço e, desde então, tem se destacado como uma das principais corretoras de criptomoedas do Brasil. Em julho de 2022, a Bitypreço anunciou a compra da exchange e comparador de preços Biscoint, tendo, neste momento, o Thiago Nigro se tornado sócio da empresa através da participação do Grupo Primo. Em novembro do mesmo ano foi lançado o produto Bitybank como uma atualização do Biscoint, que conta com um cartão de crédito pré-pago onde é possível ganhar cashback cripto, integrando serviços de um "banco digital" além dos serviços de negociação de criptomoedas e integração com DeFi (finanças descentralizadas).. 

## Funcionamento
Os usuários podem comprar e vender uma variedade de ativos digitais por meio de uma plataforma web e aplicativo móvel, que possuem recursos avançados para usuários mais experientes, como ordens de limite e stop-loss, além de API para integração com outras plataformas.
A plataforma da Bitypreço inclui recursos de segurança, como autenticação de dois fatores e criptografia de dados, para garantir a segurança dos usuários e de suas transações.
A Bitypreço é a plataforma oficial de negociação do Cruzeiro Token, criado pelo Cruzeiro Esporte Clube em parceira com a Liqi que paga uma porcentagem dos dividendos das vendas de jogadores do clube para os detentores, através do mecanismo de solidariedade, ajudando na formação profissional de novos jogadores.

## Reconhecimento
Em 2022, a Bitypreço ganhou a premiação de terceira melhor corretora do Brasil no CriptoAwards, e em 2023 foi reconhecida em votação popular como melhor exchange brasileira, no prêmio Livecoins.